# Volta Ciclista a Catalunya 1977
La Volta Ciclista a Catalunya 1977, cinquantasettesima edizione della corsa, si svolse in sette tappe, la terza, la quarta e l'ultima suddivise in 2 semitappe, precedute da un prologo, dal 7 al 14 settembre 1977, per un percorso totale di 1175,9 km, con partenza e arrivo nei pressi di Sitges. La vittoria fu appannaggio del belga Freddy Maertens, che completò il percorso in 33h04'51", precedendo il connazionale Johan De Muynck e l'olandese Joop Zoetemelk. 
I corridori che partirono da Sitges furono 64, mentre coloro che tagliarono il medesimo traguardo furono 51.

## Tappe
| Tappa  | Data         | Percorso                                    | km     | Vincitore di tappa       | Leader cl. generale |
| ------ | ------------ | ------------------------------------------- | ------ | ------------------------ | ------------------- |
| Pr.    | 7 settembre  | Sitges > Sitges (cron. individuale)         | 4,2    | Freddy Maertens          | Freddy Maertens     |
| 1ª     | 8 settembre  | Sitges > Balaguer                           | 213,6  | Freddy Maertens          | Freddy Maertens     |
| 2ª     | 9 settembre  | Montgai > Coll de la Botella (AND)          | 150,9  | José Enrique Cima        | José Enrique Cima   |
| 3ª-1   | 10 settembre | Oliana > Manresa                            | 114,6  | Eddy Vanhaerens          | José Enrique Cima   |
| 3ª-2   | 10 settembre | Manresa > Barcellona                        | 78,8   | Freddy Maertens          | José Enrique Cima   |
| 4ª-1   | 11 settembre | Ciutadella de Menorca > Monte Toro          | 38,9   | Joop Zoetemelk           | José Enrique Cima   |
| 4ª-2   | 11 settembre | Es Mercadal > Mahón                         | 92,1   | Freddy Maertens          | José Enrique Cima   |
| 5ª     | 12 settembre | Montcada i Reixac > Alt del Mas Nou         | 165,6  | Johan De Muynck          | Johan De Muynck     |
| 6ª     | 13 settembre | Castell-Platja d'Aro > La Garriga           | 181,4  | Enrique Martínez Heredia | Johan De Muynck     |
| 7ª-1   | 14 settembre | La Garriga > Granollers (cron. individuale) | 26,0   | Freddy Maertens          | Freddy Maertens     |
| 7ª-2   | 14 settembre | Granollers > Sitges                         | 118,0  | Giuseppe Perletto        | Freddy Maertens     |
| Totale | Totale       | Totale                                      | 1175,9 |                          |                     |

## Squadre e corridori partecipanti
| N.    | Cod. | Squadra                 |
| ----- | ---- | ----------------------- |
| 1-8   | ---  | KAS-Campagnolo          |
| 11-18 | ---  | Flandria-Velda-Lano     |
| 21-28 | ---  | Novostil-Gios           |
| 31-38 | ---  | Magniflex-Torpado       |
| 41-48 | ---  | Miko-Mercier-Hutchinson |
| 51-58 | ---  | Teka                    |
| 61-68 | ---  | Brooklyn                |
| 71-79 | ---  | Ebo-Superia             |

## Dettagli delle tappe

### Prologo
- 7 settembre: Sitges – Cronometro individuale – 4,2 km[1]

Risultati
| Pos. | Corridore       | Squadra  | Tempo |
| ---- | --------------- | -------- | ----- |
| 1    | Freddy Maertens | Flandria | 5'23" |
| 2    | Johan De Muynck | Brooklyn | a 2"  |
| 3    | Pere Vilardebó  | Teka     | a 10" |

| Pos. | Corridore       | Squadra  | Tempo |
| ---- | --------------- | -------- | ----- |
| 1    | Freddy Maertens | Flandria | 5'23" |
| 2    | Johan De Muynck | Brooklyn | a 2"  |
| 3    | Pere Vilardebó  | Teka     | a 10" |

### 1ª tappa
- 8 settembre: Sitges > Balaguer – 213,6 km[2]

Risultati
| Pos. | Corridore          | Squadra  | Tempo    |
| ---- | ------------------ | -------- | -------- |
| 1    | Freddy Maertens    | Flandria | 6h10'43" |
| 2    | Sean Kelly         | Flandria | s.t.     |
| 3    | Jesús Suárez Cueva | Teka     | s.t.     |

| Pos. | Corridore       | Squadra  | Tempo    |
| ---- | --------------- | -------- | -------- |
| 1    | Freddy Maertens | Flandria | 6h16'06" |
| 2    | Johan De Muynck | Brooklyn | a 2"     |
| 3    | Pere Vilardebó  | Teka     | a 10"    |

### 2ª tappa
- 9 settembre: Montgai > Coll de la Botella (AND)– 150,9 km[3]

Risultati
| Pos. | Corridore         | Squadra | Tempo    |
| ---- | ----------------- | ------- | -------- |
| 1    | José Enrique Cima | KAS     | 4h51'47" |
| 2    | Manuel Esparza    | Teka    | a 9"     |
| 3    | Pere Vilardebó    | Teka    | a 13"    |

| Pos. | Corridore         | Squadra  | Tempo     |
| ---- | ----------------- | -------- | --------- |
| 1    | José Enrique Cima | KAS      | 11h08'05" |
| 2    | Johan De Muynck   | Brooklyn | a 5"      |
| 3    | Freddy Maertens   | Flandria | a 15"     |

### 3ª tappa, 1ª semitappa
- 10 settembre: Oliana > Manresa – 114,6 km[4]

Risultati
| Pos. | Corridore          | Squadra     | Tempo    |
| ---- | ------------------ | ----------- | -------- |
| 1    | Eddy Vanhaerens    | Ebo-Superia | 3h02'27" |
| 2    | Giovanni Mantovani | Brooklyn    | s.t.     |
| 3    | Sean Kelly         | Flandria    | s.t.     |

### 3ª tappa, 2ª semitappa
- 10 settembre: Manresa > Barcellona – 78,8 km[5]

Risultati
| Pos. | Corridore         | Squadra  | Tempo    |
| ---- | ----------------- | -------- | -------- |
| 1    | Freddy Maertens   | Flandria | 2h12'48" |
| 2    | Miguel María Lasa | Teka     | s.t.     |
| 3    | Sean Kelly        | Flandria | s.t.     |

| Pos. | Corridore         | Squadra  | Tempo     |
| ---- | ----------------- | -------- | --------- |
| 1    | José Enrique Cima | KAS      | 16h23'20" |
| 2    | Johan De Muynck   | Brooklyn | a 5"      |
| 3    | Freddy Maertens   | Flandria | a 15"     |

### 4ª tappa, 1ª semitappa
- 11 settembre: Ciutadella de Menorca > Monte Toro – 38,9 km[6]

Risultati
| Pos. | Corridore         | Squadra  | Tempo    |
| ---- | ----------------- | -------- | -------- |
| 1    | Joop Zoetemelk    | Miko     | 1h06'33" |
| 2    | José Enrique Cima | KAS      | a 12"    |
| 3    | Johan De Muynck   | Brooklyn | s.t.     |

### 4ª tappa, 2ª semitappa
- 11 settembre: Es Mercadal > Mahón – 92,1 km[7]

Risultati
| Pos. | Corridore          | Squadra     | Tempo    |
| ---- | ------------------ | ----------- | -------- |
| 1    | Freddy Maertens    | Flandria    | 2h38'36" |
| 2    | Giovanni Mantovani | Brooklyn    | s.t.     |
| 3    | Eddy Vanhaerens    | Ebo-Superia | s.t.     |

| Pos. | Corridore         | Squadra  | Tempo     |
| ---- | ----------------- | -------- | --------- |
| 1    | José Enrique Cima | KAS      | 20h08'41" |
| 2    | Johan De Muynck   | Brooklyn | a 5"      |
| 3    | Joop Zoetemelk    | Miko     | s.t.      |

### 5ª tappa
- 12 settembre: Montcada i Reixac > Alt del Mas Nou – 165,6 km[8]

Risultati
| Pos. | Corridore       | Squadra  | Tempo    |
| ---- | --------------- | -------- | -------- |
| 1    | Johan De Muynck | Brooklyn | 4h28'12" |
| 2    | Juan Pujol      | KAS      | a 2"     |
| 3    | Joop Zoetemelk  | Miko     | a 12"    |

| Pos. | Corridore       | Squadra  | Tempo     |
| ---- | --------------- | -------- | --------- |
| 1    | Johan De Muynck | Brooklyn | 24h36'58" |
| 2    | Joop Zoetemelk  | Miko     | a 13"     |
| 3    | Freddy Maertens | Flandria | a 31"     |

### 6ª tappa
- 13 settembre: Castell-Platja d'Aro > La Garriga – 181,4 km[9]

Risultati
| Pos. | Corridore       | Squadra  | Tempo    |
| ---- | --------------- | -------- | -------- |
| 1    | Enrique Heredia | KAS      | 5h05'32" |
| 2    | José Luis Viejo | KAS      | a 2"     |
| 3    | Sean Kelly      | Flandria | s.t.     |

| Pos. | Corridore       | Squadra  | Tempo     |
| ---- | --------------- | -------- | --------- |
| 1    | Johan De Muynck | Brooklyn | 29h43'34" |
| 2    | Joop Zoetemelk  | Miko     | a 13"     |
| 3    | Freddy Maertens | Flandria | a 31"     |

### 7ª tappa, 1ª semitappa
- 14 settembre: La Garriga > Granollers – Cronometro individuale – 26,0 km[10]

Risultati
| Pos. | Corridore         | Squadra  | Tempo  |
| ---- | ----------------- | -------- | ------ |
| 1    | Freddy Maertens   | Flandria | 33'58" |
| 2    | Johan De Muynck   | Brooklyn | a 55"  |
| 3    | Miguel María Lasa | Teka     | a 57"  |

### 7ª tappa, 2ª semitappa
- 14 settembre: Granollers > Sitges – 109,8 km[11]

Risultati
| Pos. | Corridore         | Squadra   | Tempo    |
| ---- | ----------------- | --------- | -------- |
| 1    | Giuseppe Perletto | Magniflex | 2h46'46" |
| 2    | Patrick Busolini  | Miko      | s.t.     |
| 3    | Sean Kelly        | Flandria  | a 2"     |

| Pos. | Corridore       | Squadra  | Tempo     |
| ---- | --------------- | -------- | --------- |
| 1    | Freddy Maertens | Flandria | 33h04'51" |
| 2    | Johan De Muynck | Brooklyn | a 24"     |
| 3    | Joop Zoetemelk  | Miko     | a 1'27"   |

## Classifiche finali

### Classifica generale
| Pos. | Corridore                | Squadra                 | Tempo     |
| ---- | ------------------------ | ----------------------- | --------- |
| 1    | Freddy Maertens          | Flandria-Velda-Lano     | 33h04'51" |
| 2    | Johan De Muynck          | Brooklyn                | a 24"     |
| 3    | Joop Zoetemelk           | Miko-Mercier-Hutchinson | a 1'27"   |
| 4    | Juan Pujol               | KAS-Campagnolo          | a 2'19"   |
| 5    | José Luis Viejo          | KAS-Campagnolo          | a 2'37"   |
| 6    | Enrique Martínez Heredia | KAS-Campagnolo          | a 2'39"   |
| 7    | Manuel Esparza           | Teka                    | a 2'53"   |
| 8    | Francisco Galdós         | Mini Flat-Boule d'Or    | a 3'14"   |
| 9    | Alfio Vandi              | Magniflex               | a 3'30"   |
| 10   | Pedro Torres             | Teka                    | a 3'42"   |

### Classifica a punti
| Pos. | Corridore       | Squadra             | Punti |
| ---- | --------------- | ------------------- | ----- |
| 1    | Freddy Maertens | Flandria-Velda-Lano | 39,5  |
| 2    | Johan De Muynck | Brooklyn            | 35    |
| 3    | Sean Kelly      | Flandria-Velda-Lano | 32,5  |

### Classifica scalatori
| Pos. | Corridore       | Squadra                 | Punti |
| ---- | --------------- | ----------------------- | ----- |
| 1    | Manuel Esparza  | Teka                    | 59    |
| 2    | Joop Zoetemelk  | Miko-Mercier-Hutchinson | 49    |
| 3    | Johan De Muynck | Brooklyn                | 37    |

### Classifica sprint
| Pos. | Corridore                | Squadra                 | Punti |
| ---- | ------------------------ | ----------------------- | ----- |
| 1    | Enrique Martínez Heredia | KAS-Campagnolo          | 21    |
| 2    | Bernardo Alfonsel        | Teka                    | 16    |
| 3    | Joop Zoetemelk           | Miko-Mercier-Hutchinson | 13    |

### Classifica squadre
| Pos. | Squadra                 | Tempo     |
| ---- | ----------------------- | --------- |
| 1    | KAS-Campagnolo          | 99h19'05" |
| 2    | Teka                    | a 1'52"   |
| 3    | Miko-Mercier-Hutchinson | a 16'28"  |